# Piz della Forcola
Il Piz della Forcola (2.675 m s.l.m.) è una montagna della Catena Mesolcina nelle Alpi Lepontine.

## Descrizione
Si trova sul confine tra l'Italia (provincia di Sondrio e la Svizzera (Canton Grigioni). Sul versante svizzero la montagna contorna la Val Mesolcina, su quello italiano si affaccia sulla Valchiavenna, precisamente sul comune di Gordona. Come punto di appoggio per la salita alla vetta si può utilizzare il Rifugio Forcola.